# Saint-Placide (metrostation)
Saint-Placide is een station van de metro in Parijs langs de metrolijn 4, in het 6e arrondissement. Bij de opening in 1910 heette het station nog Vaugirard, naar de bovengelegen rue de Vaugirard maar toen de concurrerende metro-onderneming Nord-Sud een station met dezelfde naam opende werd dit station vernoemd naar de huidige naam.
Porte de Clignancourt · 
Simplon · 
Marcadet - Poissonniers · 
Château Rouge · 
Barbès - Rochechouart · 
Gare du Nord · 
Gare de l'Est · 
Château d'Eau · 
Strasbourg - Saint-Denis · 
Réaumur - Sébastopol · 
Étienne Marcel · 
Les Halles · 
Châtelet · 
Cité · 
Saint-Michel · 
Odéon · 
Saint-Germain-des-Prés · 
Saint-Sulpice · 
Saint-Placide · 
Montparnasse - Bienvenüe · 
Vavin · 
Raspail · 
Denfert-Rochereau · 
Mouton-Duvernet · 
Alésia · 
Porte d'Orléans ·
Mairie de Montrouge ·
Barbara ·
Bagneux - Lucie Aubrac